# 南街殷賑
《南街殷賑》（英語：Festival on South Street）是臺灣畫家郭雪湖在1930年期間所完成的膠彩畫作品，該作品內容主要描繪大稻埕迪化街霞海城隍廟的特殊風貌，原件現屬臺北市立美術館收藏。是臺灣知名的近代畫作之一。

## 歷史
1930年，郭雪湖於家鄉大稻埕應用膠彩繪製《南街殷賑》，作為參與第四回臺灣美術展覽會之展示作品，後榮獲「臺展賞」。
1983年，《南街殷賑》與色稿、底稿版本三件被納入臺北市立美術館典藏，當代則定期舉辦相關展覽活動。

## 作品內容

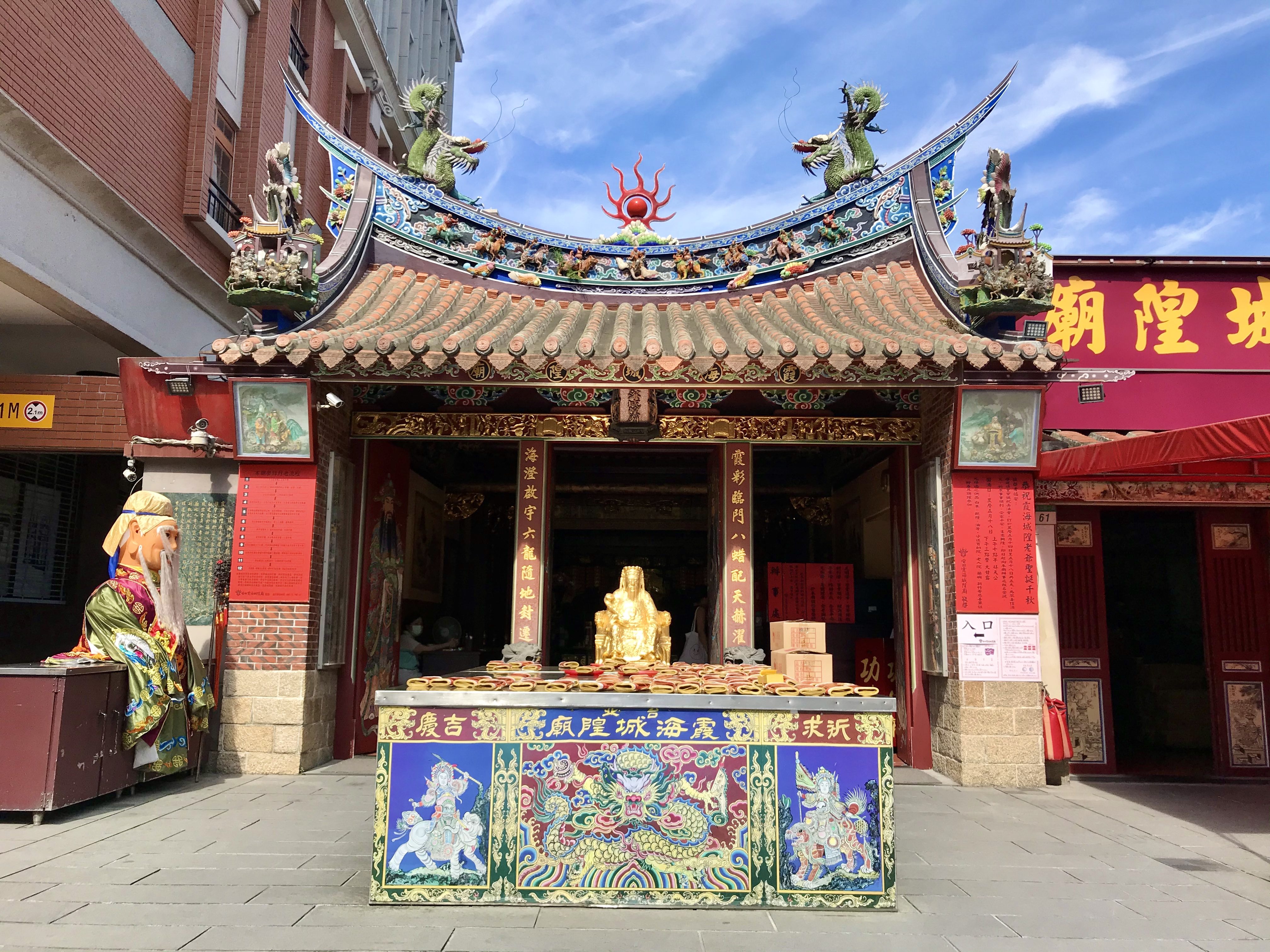
大稻埕霞海城隍廟，該畫作所繪製建築。

《南街殷賑》以風格主義描寫永樂町南街農曆七月中元祭時，於霞海城隍廟前方的景象，其畫作名稱「殷賑」在日语則意為熱鬧繁榮之意。為「雪湖派」及民俗活動題材的代表性作品，當時南街是大稻埕作為藥材與布疋的集散供貨中心，霞海城隍廟即位於畫面右下角，其呈現風景也包括臺灣特產禮品店、乾元藥行、藥材店，還有寫著英文字樣的相關店面，以及各種牌樓、招牌、人力車、黃包車等生活情景，由此可見早期臺灣傳統集市較為繁華多元之形式，並刻意調高原為二層樓形式碑樓至三層樓規模，誇大整體性景觀。畫中反映之「富足、樂利」意象也為後殖民主義理論的研究者所關注，展現了當時臺灣的多種族群。

## 評價與影響
《臺灣日日新報》之「臺日漫畫」之漫畫記者國島水馬曾調侃《南街殷賑》，藉由特意擷取招牌將之轉化為辻占屋兜售占卜用的籤牌，並定上標題《辻占屋》。
台灣漫畫家王登鈺於2003年創作的《秘密耳語》中，曾繪製《南街殷賑》作為對於郭雪湖之致敬。
2014年電影《大稻埕》以及2016年電視劇《紫色大稻埕》中，多次以此畫作為背景主題。

## 外部連結
- 《南街殷賑》 - 南國美術殿堂台灣美術展覽會作品資料庫 （页面存档备份，存于）